# Nichirei International Open 1994
Il Nichirei International Championships 1994 è stato un torneo di tennis giocato sul cemento. È stata la 17ª edizione del torneo, che fa parte della categoria Tier II nell'ambito del WTA Tour 1994. Si è giocato a Ariake Coliseum di Tokyo in Giappone dal 19 al 25 settembre 1994.

## Campionesse

### Singolare
Arantxa Sánchez Vicario ha battuto in finale  Amy Frazier con il punteggio di 6–1, 6–2

### Doppio
Julie Halard /  Arantxa Sánchez Vicario hanno battuto in finale  Amy Frazier /  Rika Hiraki con il punteggio di 6–1, 0–6, 6–1